# AmaLee
Amanda Lee (sinh ngày 13 tháng 3 năm 1992), còn được biết đến với tên gọi AmaLee, là nữ ca sĩ, diễn viên lồng tiếng, YouTuber người Mỹ và VTuber (YouTuber ảo) với tên Monarch. Cô được biết đến qua các bản cover tiếng Anh bài hát của các bộ anime và trò chơi video trên YouTube, với hơn 900 triệu lượt xem và mang lại cho cô hơn hai triệu lượt đăng ký trên kênh YouTube. Lee từng tham gia vào nhiều bộ anime với vai trò diễn viên lồng tiếng cho các nhân vật như trong Dragon Ball Xenoverse 2, Kaguya-sama: Love Is War, Rio: Rainbow Gate!, SSSS.Dynazenon, Kageki Shojo!!, Girls' Frontline, Otherside Picnic, Adachi and Shimamura, My Dress-Up Darling và Aokana: Four Rhythm Across the Blue, One Piece Film: Red và Honkai: Star Rail.
Lee cũng thể hiện các bài hát chủ đề và các bản soundtrack cho các tựa game độc lập khác nhau – trong đó có một lần cô kết hợp với Porter Robinson trong bài hát "Fellow Feeling". Đầu năm 2017, cô ra mắt album đầu tay của mình với tiêu đề Nostalgia, album là tập hợp phiên bản tiếng Anh của 12 bài hát được những người hâm mộ anime và game thủ yêu thích. Album đứng hạng 6 trong bảng xếp hạng Heatseekers Albums của tạp chí Billboard, hạng 27 trong bảng xếp hạng Independent Albums của tạp chí Billboard, hạng 43 trong bảng xếp hạng Top Rock Albums của tạp chí Billboard, và hạng 12 trong bảng xếp hạng UK Independent Album Breakers.

## Sự nghiệp
Năm 2006, Amalee bắt đầu đăng các video do cô tự tay sản xuất, trong đó cô cover lại các giai điệu nổi tiếng và quen thuộc với cộng đồng những người xem anime và game thủ. Cuối năm 2010, cô cùng một người bạn Annalie tạo kênh YouTube với tên gọi LeeandLie. AmaLee cho biết, tên LeeandLie là sự kết hợp từ "Lee" trong tên cô và "Lie" trong tên của Annalie. Ngày 14 tháng 12 năm 2010, LeeandLie đăng video đầu tiên của họ là một bản cover phiên bản tiếng Anh của bài hát "Scarlet" từ anime Ayashi no Ceres, do AmaLee tự dịch và thể hiện.
Năm 2011, AmaLee tham dự cuộc thi âm nhạc AX Idol do Anime Expo, một hội chợ dành cho những người hâm mộ anime được tổ chức hàng năm tại Los Angeles, phối hợp cùng Bang Zoom! Entertainment và Viz Media tổ chức và giành được giải thưởng lớn. Từ đó trở đi, cô đảm nhận công việc cung cấp giọng của mình cho các chương trình và tựa game như Dragon Ball Xenoverse 2, One Piece, Yandere Simulator, Gosick, Rio: Rainbow Gate!, K-On!!, Show by Rock!! và còn nhiều nữa.  Amanda Lee cũng thể hiện các bài hát chủ đề và các bản soundtrack cho các tựa game độc lập khác nhau – trong đó có một lần kết hợp với Porter Robinson trong bài hát "Fellow Feeling". Cô được biết đến bởi việc thể hiện phiên bản tiếng Anh của bài hát "Lagrima", bài hát chủ đề kết thúc của anime Dragon Ball Super.
Ngày 2 tháng 9 năm 2012, họ đăng video bản cover của bài hát "Crossing Field" từ anime Sword Art Online, với hơn 18 triệu lượt xem, đây là video có nhiều lượt xem nhất tính từ tháng 4 năm 2018. Năm 2014, Annalie rời đi để lại kênh như tài sản của AmaLee mặc dù kênh vẫn giữ tên là "LeeandLie".
Ngày 7 tháng 1 năm 2017, cô phát hành album đầu tay của mình với tên gọi Nostalgia, gồm phiên bản tiếng Anh của 12 bài hát được những người hâm mộ anime và game thủ yêu thích. Album đứng hạng 6 trong bảng xếp hạng Heatseekers Albums của tạp chí Billboard, hạng 27 trong bảng xếp hạng Independent Albums của tạp chí Billboard, hạng 43 trong bảng xếp hạng Top Rock Albums của tạp chí Billboard, và hạng 12 trong bảng xếp hạng UK Independent Album Breakers. Ngày 22 tháng 9 năm 2017, cô phát hành một đĩa mở rộng (EP) có tiêu đề Hourglass bao gồm 5 bài hát gốc của cô.
Tháng 7 năm 2017, AmaLee biểu diễn tại sự kiện Anime Expo 2017 được tổ chức ở Los Angeles Convention Center. Ngày 22 tháng 8 năm 2017, có thông báo rằng AmaLee sẽ tham gia cùng hai ngôi sao YouTube  là NateWantsToBattle và MandoPony trong chuyến lưu diễn "The Cool and Good Tour" xuyên nước Mỹ. AmaLee viết lời và thể hiện bài hát "A New Journey" cho đoạn giới thiệu của giải đấu hạng mùa giải 2019 của Liên Minh Huyền Thoại, một trò chơi video thuộc thể loại đấu trường trận chiến trực tuyến nhiều người chơi (MOBA - Multiplayer Online Battlefield Arena).
Ngày 11 tháng 12 năm 2021, Amalee ra mắt nhân vật VTuber của mình với tên "Monarch" trên Twitch. Vì có hứng thú khám phá các VTuber nên cô quyết định tự mình trở thành một trong số họ. Monarch chính thức ra mắt vào thứ bảy ngày 11 tháng 12 năm 2021 vào lúc 5:00 PM PST/8:00 PM EST trên kênh Twitch.
Nếu mọi người theo dõi tôi trên Twitter sẽ thấy hiện tôi đang rất phấn khích - Tôi chuẩn bị ra mắt một model VTuber vào tháng tới. Cổ rất tuyệt vời. Tôi rất thích cổ. Tên cổ là Monarch, tôi thiết kế cổ như kiểu một nhân vật phản diện vậy, cổ rất vui tính, đó cũng là cốt truyện cho các video của tôi. Trong toàn bộ video của tôi, tôi có một hình ảnh nhân vật làm hình mẫu của mình, nó như một phiên bản anime của tôi vậy; Ở mỗi chương trình khác nhau thì cô ấy cũng sẽ có một vài thay đổi để cho phù hợp. Ví vụ như trong Demon Slayer (Kimetsu no Yaiba) tôi sẽ làm cô ấy trông ngầu hơn, hay trong Naruto cô ấy sẽ trông như một Ninja; và cứ như vậy Monarch thực sự tạo ra các bản sao của chính mình. [...] Cô ấy giống như một người mẹ của, như kiểu, bạn biết đấy cô ấy hệt như phiên bản gốc vậy, nhưng mà, ừm, nhưng nó sẽ như một VTuber hơn và [...] có một cốt truyện của riêng mình. Đó là thứ kế tiếp - Tôi có một album gốc sắp ra mắt sẽ nói về cô ấy nữa. [...] Bạn biết đấy, còn phải duyệt lại mọi thứ nữa. [...]"
</ref>

## Đĩa nhạc

### Album phòng thu

#### Album cover
| Tên                    | Chi tiết | Bảng xếp hạng | Bảng xếp hạng | Bảng xếp hạng |
| Tên                    | Chi tiết | US Heat       | US Ind        | US Rock       |
| ---------------------- | --- | ------------- | ------------- | ------------- |
| Total Coverage, Vol. 1 | - Phát hành: 13 tháng 9 năm 2016 - Hãng thu âm: Leegion Creative - Định dạng: Tải nhạc trực tuyến                    | —             | —             | —             |
| Total Coverage, Vol. 2 | - Phát hành: 9 tháng 11 năm 2016 - Hãng thu âm: Leegion Creative - Định dạng: Tải nhạc trực tuyến                    | —             | —             | —             |
| Nostalgia              | - Phát hành: 7 tháng 1 năm 2017 - Hãng thu âm: Leegion Creative - Định dạng: Tải nhạc trực tuyến                     | 6             | 27            | 43            |
| Total Coverage, Vol. 3 | - Phát hành: 26 tháng 6 năm 2017 - Hãng thu âm: Leegion Creative - Định dạng: Tải nhạc trực tuyến                    | —             | —             | —             |
| Nostalgia II           | - Phát hành: 6 tháng 10 năm 2017 - Hãng thu âm: Leegion Creative - Định dạng: Tải nhạc trực tuyến                    | —             | —             | —             |
| Nostalgia III          | - Phát hành: 18 tháng 1 năm 2018 - Hãng thu âm: Leegion Creative - Định dạng: Tải nhạc trực tuyến                    | —             | —             | —             |
| Total Coverage, Vol. 4 | - Phát hành: 3 tháng 4 năm 2018 - Hãng thu âm: Leegion Creative - Định dạng: Tải nhạc trực tuyến                     | —             | —             | —             |
| Nostalgia IV           | - Phát hành: 25 tháng 4 năm 2018 - Hãng thu âm: Leegion Creative - Định dạng: Tải nhạc trực tuyến                    | —             | —             | —             |
| Nostalgia V            | - Phát hành: 8 tháng 9 năm 2018 - Hãng thu âm: Leegion Creative - Định dạng: Tải nhạc trực tuyến                     | 9             | 36            | —             |
| Nostalgia VI           | - Phát hành: 13 tháng 3 năm 2019 - Hãng thu âm: Leegion Creative - Định dạng: CD (bản giới hạn), tải nhạc trực tuyến | 20            | —             | —             |
| Nostalgia VII          | - Phát hành: 1 tháng 12 năm 2019 - Hãng thu âm: Leegion Creative - Định dạng: CD (bản giới hạn), tải nhạc trực tuyến | 9             | —             | —             |
| Unity                  | - Phát hành: 5 tháng 8 năm 2020 - Hãng thu âm: Leegion Creative - Định dạng: Tải nhạc trực tuyến                     | —             | —             | —             |
| Total Coverage, Vol. 5 | - Phát hành: 10 tháng 10 năm 2020 - Hãng thu âm: Leegion Creative                                                    | —             | —             | —             |
| Total Coverage, Vol. 6 | - Phát hành: 10 tháng 12 năm 2020 - Hãng thu âm: Leegion Creative                                                    | —             | —             | —             |
| The Remixes            | - Phát hành: 15 tháng 1 năm 2021 - Hãng thu âm: Leegion Creative                                                     | —             | —             | —             |
| Equivalence            | - Phát hành: 18 tháng 6 năm 2021 - Hãng thu âm: Leegion Creative - Định dạng: CD (bản giới hạn), tải nhạc trực tuyến | —             | —             | —             |

#### Album gốc
| Tên                 | Chi tiết                                                                                              | Bảng xếp hạng | Bảng xếp hạng | Bảng xếp hạng |
| Tên                 | Chi tiết                                                                                              | US Heat       | US Ind        | US Rock       |
| ------------------- | --- | ------------- | ------------- | ------------- |
| Rise of the Monarch | - Phát hành: 24 tháng 6 năm 2022 - Hãng thu âm: Leegion Creative - Định dạng: CD, tải nhạc trực tuyến | —             | —             | —             |

### Đĩa mở rộng (EP)

#### Đĩa mở rộng các bài hát gốc
| Tên       | Chi tiết                                                                                              | Bảng xếp hạng | Bảng xếp hạng | Bảng xếp hạng |
| Tên       | Chi tiết                                                                                              | US Heat       | US Ind        | US Rock       |
| --------- | --- | ------------- | ------------- | ------------- |
| Hourglass | - Phát hành: 22 tháng 9 năm 2017 - Hãng thu âm: Leegion Creative - Định dạng: CD, tải nhạc trực tuyến | —             | —             | —             |

#### Đĩa mở rộng các bài hát cover
| Tên        | Chi tiết                                                                                          | Bảng xếp hạng | Bảng xếp hạng | Bảng xếp hạng |
| Tên        | Chi tiết                                                                                          | US Heat       | US Ind        | US Rock       |
| ---------- | ------------------------------------------------------------------------------------------------- | ------------- | ------------- | ------------- |
| Link Start | - Phát hành: 30 tháng 3 năm 2016 - Hãng thu âm: Leegion Creative - Định dạng: Tải nhạc trực tuyến | 12            | 39            | —             |

### Khách mời
| Title            | Năm  | Album                                                                    |
| ---------------- | ---- | ------------------------------------------------------------------------ |
| "Fellow Feeling" | 2014 | Worlds                                                                   |
| "Satellites"     | 2023 | Over Zone (bản thu âm chính thức của tựa game Goddess of Victory: Nikke) |

## Bảng thành tích nghệ thuật

### Phim
| Năm  | Tựa phim                                               | Vai            | Ghi chú |
| ---- | ------------------------------------------------------ | -------------- | ------- |
| 2018 | Hells                                                  | Rinne Amagane  |         |
| 2022 | One Piece Film: Red                                    | Uta            |         |
| 2023 | Sword Art Online Progressive: Kuraki Yūyami no Scherzo | Liten          |         |
| 2024 | Mobile Suit Gundam SEED Freedom                        | Ingrid Tradoll |         |

### Anime
| Năm  | Tên                                                      | Vai trò                           | Ghi chú            | Tham khảo                    |
| ---- | -------------------------------------------------------- | --------------------------------- | ------------------ | ---------------------------- |
| 2009 | Charger Girl Ju-den Chan                                 | Chiiko                            |                    |                              |
| 2010 | K-On!                                                    | Ushio Oota                        |                    |                              |
| 2010 | Squid Girl                                               | Noh Mask Rider                    |                    |                              |
| 2014 | Charger Girl, Ju-den Chan                                | Chiiko                            |                    |                              |
| 2015 | Ladies versus Butlers!                                   | Sakurako Benikouji                |                    |                              |
| 2016 | Show by Rock!!                                           | Peipain                           |                    |                              |
| 2016 | Rio: Rainbow Gate!                                       | Elle Adams                        |                    | [ 31 ]                       |
| 2016 | Magical Girl Raising Project                             | Nemurin                           |                    |                              |
| 2016 | World War Blue                                           | Fae                               |                    | [ 32 ]                       |
| 2017 | Gosick                                                   | The Orphan                        |                    |                              |
| 2018 | One Piece                                                | Otohime                           |                    |                              |
| 2018 | Junji Ito Collection                                     | Midori                            |                    |                              |
| 2018 | Overlord II                                              | Crusch Lulu                       |                    |                              |
| 2018 | Cardcaptor Sakura: Clear Card                            | Akiho Shinomoto                   |                    | [ 33 ] [ cần nguồn thứ cấp ] |
| 2018 | The Master of Ragnarok & Blesser of Einherjar            | Rune                              |                    | [ 34 ]                       |
| 2018 | Kakuriyo: Bed and Breakfast for Spirits                  | Kasuga                            |                    | [ 34 ]                       |
| 2018 | Anonymous Noise                                          | Miou Suguri                       |                    | [ 35 ]                       |
| 2018 | Harukana Receive                                         | Female Student 5B                 | Tập 5              |                              |
| 2018 | Grimoire of Zero                                         | Zero                              |                    | [ 36 ]                       |
| 2018 | Hinamatsuri                                              | Anzu                              |                    | [ 37 ] [ cần nguồn thứ cấp ] |
| 2018 | Zombie Land Saga                                         | Junko Konno                       |                    | [ 38 ]                       |
| 2018 | Black Clover                                             | Luca                              | Tập: 30, 32, 35–36 |                              |
| 2018 | Aokana: Four Rhythm Across the Blue                      | Saki Inui                         |                    | [ 39 ]                       |
| 2018 | A Certain Magical Index III                              | Itsuwa                            |                    |                              |
| 2018 | Conception                                               | Femiruna                          |                    | [ 40 ]                       |
| 2018 | UQ Holder!                                               | Kirië Sakurame                    |                    | [ 41 ]                       |
| 2018 | Ulysses: Jeanne d'Arc and the Alchemist Knight           | Myriam                            |                    |                              |
| 2018 | Lord of Vermilion: The Crimson King                      | Tsubasa Tachikaze                 |                    | [ 42 ]                       |
| 2019 | Boogiepop and Others                                     | Female Student D                  | Tập 1              |                              |
| 2019 | Endro!                                                   | Yulia "Yuusha" Chardiet           |                    | [ 43 ]                       |
| 2019 | Hakumei and Mikochi                                      | Mikochi                           |                    | [ 44 ]                       |
| 2019 | Pop Team Epic                                            | Pipimi                            | Tập 14             | [ 45 ]                       |
| 2019 | Fruits Basket                                            | Yuki Soma (còn nhỏ)               | Tuyển tập năm 2019 | [ 46 ]                       |
| 2019 | Kemono Friends                                           | Princess                          |                    | [ 47 ]                       |
| 2019 | Azur Lane                                                | Shiratsuyu                        |                    |                              |
| 2019 | Arifureta: From Commonplace to World's Strongest         | Shea Haulia                       |                    |                              |
| 2019 | YU-NO: A Girl Who Chants Love at the Bound of this World | Sayless                           | anime năm 2019     | [ 48 ]                       |
| 2020 | Kaguya-sama: Love is War                                 | Ai Hayasaka                       |                    | [ 49 ]                       |
| 2020 | My Hero Academia                                         | Bibimi Kenranzaki                 | Mùa 4              |                              |
| 2020 | RWBY                                                     | Stepsisters                       | Mùa 8              |                              |
| 2020 | Adachi and Shimamura                                     | Hougetsu Shimamura                |                    | [ 50 ]                       |
| 2021 | Tamayomi                                                 | Yoshino Kawaguchi/Ibuki Kawaguchi |                    | [ 51 ]                       |
| 2021 | Kuma Kuma Kuma Bear                                      | Noire Foschurose                  |                    | [ 52 ]                       |
| 2021 | Attack on Titan                                          | Louise                            | Mùa 4              |                              |
| 2021 | Bottom-tier Character Tomozaki                           | Erika Konno                       |                    | [ 53 ]                       |
| 2021 | SSSS.Dynazenon                                           | Ranka                             |                    | [ 54 ]                       |
| 2021 | Về chuyện tôi chuyển sinh thành Slime                    | Velzard                           |                    |                              |
| 2021 | Kageki Shojo!!                                           | Kaoru Hoshino                     |                    | [ 55 ]                       |
| 2021 | Thám tử đã chết                                          | Matsuri Natsuiro                  | Tập 3              |                              |
| 2021 | Pokémon Evolutions                                       | Lillie                            |                    | [ 56 ]                       |
| 2021 | Otherside Picnic                                         | Akari Seto                        |                    | [ 57 ]                       |
| 2021 | Mieruko-chan                                             | Morino                            |                    | [ 58 ]                       |
| 2022 | My Dress-Up Darling                                      | Marin Kitagawa                    |                    | [ 59 ]                       |
| 2022 | Girls' Frontline                                         | FNC                               |                    | [ 60 ]                       |
| 2022 | Odd Taxi                                                 | Rui Nikaidо                       |                    | [ 61 ]                       |
| 2022 | The Dawn of the Witch                                    | Zero                              |                    | [ 62 ]                       |
| 2022 | A Couple of Cuckoos                                      | Hiro Segawa                       |                    | [ 63 ]                       |
| 2023 | Sora yori mo Tōi Basho                                   | Yuzuki Shiraishi                  |                    | [ 64 ]                       |

### Trò chơi video
| Năm  | Tên                                           | Vai trò               | Ghi chú                                                                             | Tham khảo |
| ---- | --------------------------------------------- | --------------------- | ----------------------------------------------------------------------------------- | --------- |
| 2012 | Burn Your Fat with Me!! V4.0                  | Sana Yamada           | Lồng tiếng và thể hiện bài hát chủ đề "Equation of Happiness" (Phiên bản tiếng Anh) | [ 65 ]    |
| 2013 | Battle High 2                                 | Michelle Walter       |                                                                                     | [ 66 ]    |
| 2016 | Dragon Ball Xenoverse 2                       | Time Patroller        | Giọng nữ thứ 13                                                                     | [ 67 ]    |
| 2016 | ACE Academy                                   | Mei Satomi, và của cô | Lồng tiếng                                                                          |           |
| 2017 | Project Nimbus                                | Yuliana Alexandrova   |                                                                                     |           |
| 2017 | The Letter                                    | Isabella Santos       | Lồng tiếng và thể hiện bài hát chủ đề "Letters Goodbye"                             |           |
| 2017 | Crystalline                                   | Leanna Dawn           | Lồng tiếng và thể hiện bài hát chủ đề "Crystal Skies"                               |           |
| 2018 | Project Nimbus: Code Mirai                    | Yuliana Alexandrova   |                                                                                     |           |
| 2019 | Love Esquire                                  | Beatrice Du Cae       |                                                                                     |           |
| 2019 | Indivisible                                   | Leilani               |                                                                                     |           |
| 2020 | Dragon Ball Z: Kakarot                        | Additional Voices     |                                                                                     |           |
| 2021 | Final Fantasy VII: The First Soldier          | Female Voice #B       |                                                                                     |           |
| 2021 | Cookie Run: Kingdom                           | Parfait Cookie        | Lồng tiếng và thể hiện ca khúc chủ đề "Everything You Need"                         |           |
| 2021 | World's End Club                              | Vanilla               |                                                                                     |           |
| 2021 | Aquadine                                      | Elisabeth Rhodes      |                                                                                     |           |
| 2021 | Dark Deity                                    | Bianca                |                                                                                     |           |
| 2021 | Rival Threads: Last Class Heroes              | Rara Goddard          |                                                                                     |           |
| 2021 | Mary Skelter: Nightmares                      | Pyre                  |                                                                                     | [ 68 ]    |
| 2022 | Fire Emblem Heroes                            | Elimine               |                                                                                     | [ 69 ]    |
| 2022 | AI: The Somnium Files – nirvanA Initiative    | Kizuna                |                                                                                     | [ 70 ]    |
| 2022 | Goddess of Victory: Nikke                     | Rupee, Viper          | Cung cấp giọng cho Viper đến tháng 4 năm 2024                                       | [ 72 ]    |
| 2022 | RWBY: Arrowfell                               | Ivy Thickety          |                                                                                     |           |
| 2023 | Octopath Traveler II                          | Dolcinaea             |                                                                                     | [ 56 ]    |
| 2023 | Honkai: Star Rail                             | Jingliu               |                                                                                     |           |
| 2024 | The Legend of Heroes: Trails through Daybreak | Agnès Claudel         |                                                                                     | [ 56 ]    |

## Giải thưởng và đề cử
| Năm  | Giải thưởng                          | Hạng mục                                  | Công việc/Người nhận                           | Kết quả | Ct.    |
| ---- | ------------------------------------ | ----------------------------------------- | ---------------------------------------------- | ------- | ------ |
| 2023 | Crunchyroll Anime Awards lần thứ bảy | Best Voice Artist Performance (tiếng Anh) | trong vai Marin Kitagawa (My Dress-Up Darling) | Đề cử   | [ 73 ] |
| 2023 | The Vtuber Awards                    | Miss Vtuber                               | AmaLee                                         | Đề cử   | [ 74 ] |